# قهوة العاج الأسود

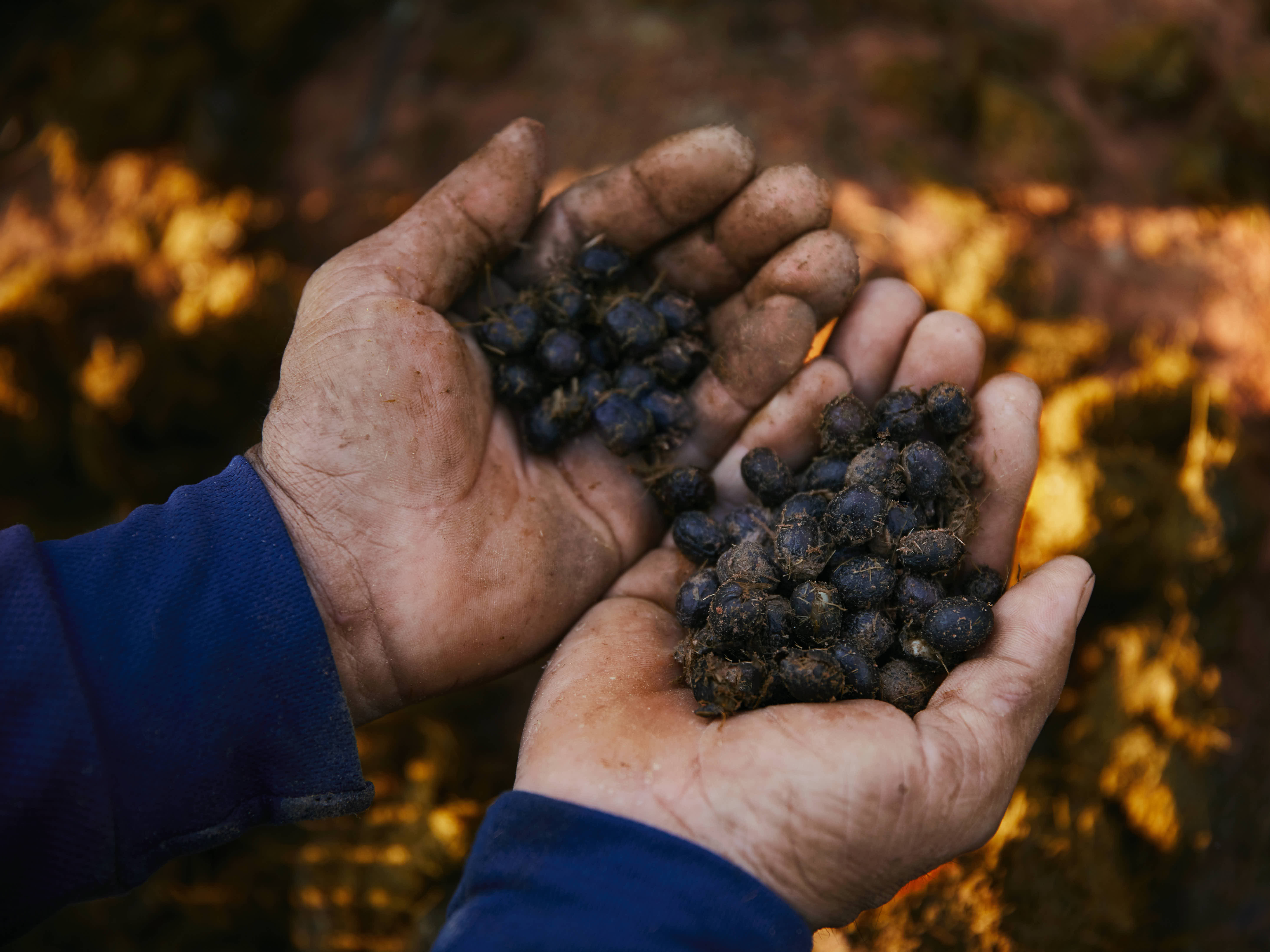
حبوب قهوة العاج الأسود.

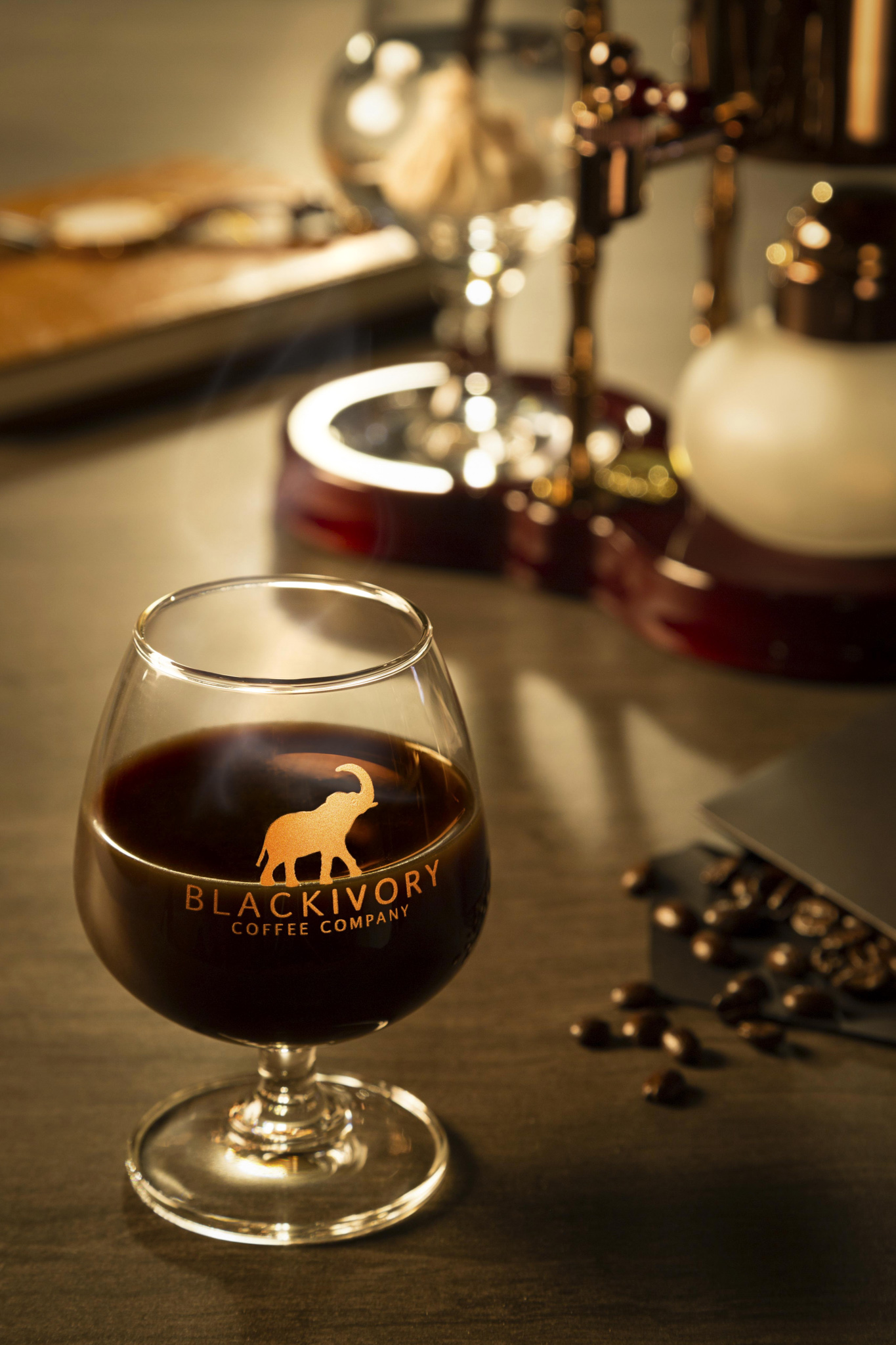
كوب من قهوة العاج الأسود.

قهوة العاج الأسود هي العلامة التجارية من القهوة التي تنتجها شركة بلاك إفوري كوفي (Black Ivory Coffee) المحدودة في شمال تايلاند من حبوب البن أرابيكا التي تستهلكها الفيلة ويتم جمعها من فضلاتها. يتأثر طعم قهوة العاج الأسود بالإنزيمات الهاضمة للفيلة، حيث تكسر بروتين القهوة. «يعتبر البروتين أحد العوامل الأساسية لمرارة القهوة. وكلما قل البروتين قلت المرارة». يتم هضم حبوب البن في غضون 15 إلى 70 ساعة، مع مكونات أخرى مختلف داخل بطون الفيلة، مما يضفي نكهة خاصة لهذا المنتج. وعلى عكس قطط الزباد التي تأكل اللحوم، فإن الفيلة من الحيوانات العاشبة، والحيوانات العاشبة تستخدم التخمير للمساعدة في كسر السليلوز .

## الوفرة
يوصف طعم قهوة العاج الأسود بأنها «سلسة جدا دون مرارة القهوة العادية» وتعد من بين القهوة الأغلى في العالم، يقدر سعر الكيلوغرام الواحد تقريبا 1,100 دولار أمريكي. وهي نادرة، حيث أن عدد قليل من الفنادق الفاخرة توفرها بسعر 50 دولارا للكأس. يعتمد توفر قهوة العاج الأسود على توافر ثمار البن، وعلى شهية الفيلة، وعلى قدرة مربي الفيلة من استرداد الحبوب السليمة من الطحن خلال عملية المضغ. يعود سبب ارتفاع سعر المنتج إلى الكمية الكبيرة من حبوب البن اللازمة للمنتج النهائي: 33 كيلوغراما من حبوب البن الخام تنتج 1 كيلوغرام للمنتج النهائي. أكثر الحبوب ليست قابلة للاسترداد لأنها إما مضغت من قبل الفيلة وأصبحت مجزأة، أو تضيع في الأحراش بعد إفرازها.

## مؤسسة فيلة المثلث الذهبي الآسيوي
يتم إنتاج القهوة بواسطة شركة «بلاك إفوري كوفي» المحدودة في «مؤسسة فيلة المثلث الذهبي الآسيوي» (Golden Triangle Asian Elephant Foundation) في تشيانغ ساين، شمال تايلاند، في ملجأ الفيلة الذي يهتم بإنقاذها. يوجد في المؤسسة ما يقرب من 20 فيل ينتج القهوة. يتم التبرع بثمانية في المئة من مبيعات شركة بلاك إفوري إلى مؤسسة فيلة المثلث الذهبي الآسيوي، والذي يستخدم لتمويل الرعاية الصحية للفيلة. إن استهلاك ثمار البن لا يؤثر سلبا على الفيلة، وخلصت الاختبارات البيطرية أن الكافيين لا يمتص من ثمار البن المستهلكة.